# Inez De Coninck
Inez De Coninck (Dendermonde, 10 augustus 1977) is een voormalig Belgisch politica voor de Nieuw-Vlaamse Alliantie (N-VA).

## Levensloop
De Coninck behaalde in 2000 het diploma van architect aan de Sint-Lucasschool in Gent en in 2003 het diploma van ruimtelijk planner aan de gelijknamige school in Brussel. Ze ging in 2001 aan de slag als architect-stedenbouwkundige bij een architectenbureau in Mechelen en beoefende dit beroep vervolgens van 2004 tot 2011 binnen de Intercommunale Haviland. Van 2012 tot 2014 was ze vervolgens stafmedewerker infrastructuur bij de vzw De Rand. Ook werd ze medeoprichtster en bestuurslid van de Opwijkse afdeling van het Forum voor Vlaamse Vrouwen.
In oktober 2012 werd De Coninck voor de N-VA verkozen tot gemeenteraadslid van Opwijk. Na de gemeenteraadsverkiezingen van 2012 sloot de lokale partijafdeling een bestuursakkoord met Open Vld. De Coninck trad toe tot het college van burgemeester en schepenen en werd begin 2013 schepen van Ruimtelijke Ordening, Stedenbouw en Waterhuishouding, Huisvesting en Sociale Woningbouw, Leefmilieu, Duurzame Ontwikkeling, Energie, Publieke Ruimten en Dierenwelzijn. Na de gemeenteraadsverkiezingen van oktober 2018 werd de coalitie met Open Vld verdergezet en werd ze eerste schepen in Opwijk. Begin 2021 volgde ze Albert Beerens (Open Vld) op als burgemeester van de gemeente, wat ze bleef tot aan haar afscheid van de lokale politiek in december 2024. Het burgemeesterschap combineerde ze met de bevoegdheden Financiën en Ruimtelijke Ordening.
Inez De Coninck werd in 2012 ook verkozen als provincieraadslid in de provincie Vlaams-Brabant, wat ze bleef tot in 2014. Bij de verkiezingen van 25 mei 2014 werd ze verkozen tot lid van de Kamer van volksvertegenwoordigers voor de kieskring Vlaams-Brabant. In de Kamer was ze van 2016 tot 2019 bureaulid en ondervoorzitster van de N-VA-fractie en hield ze zich als lid van de commissie Mobiliteit vooral bezig met infrastructuur en de NMBS. Na de verkiezingen van mei 2019 maakte ze de overstap naar het Vlaams Parlement. Daar was ze van 2019 tot 2024 lid en ondervoorzitter van de commissie Leefmilieu, Natuur, Ruimtelijke Ordening en Energie, waar ze zich vooral toelegde op ruimtelijke ordening, en vast lid van de commissie Brussel en de Vlaamse Rand en Dierenwelzijn, waar ze met name de belangen van de Vlaamse Rand verdedigde. 
In 2024 kwam ze niet meer op bij de verkiezingen, noch voor een parlement, noch lokaal.
Na haar afscheid van de politiek was De Coninck in 2025 korte tijd omgevingsmanager bij De Watergroep en sindsdien is zij afdelingshoofd van de afdeling Adviezen, Vergunningen, Erkenningen en Subsidies (AVES) van het Vlaams Agentschap voor Natuur en Bos.

## Persoonlijk
De Coninck woont samen met haar partner en is moeder van twee kinderen.